# مارتین شاکار
مارتین شاکار (ارمنی: [] Error: {{Lang}}: فاقد متن (راهنما)؛ انگلیسی: Martin Shakar؛ ۱ ژانویهٔ ۱۹۴۰) یک بازیگر ارمنی-آشوری‌تبار اهل ایالات متحده آمریکا بود. وی از سال ۱۹۶۶ میلادی تاکنون مشغول فعالیت بوده‌است

## زندگی‌نامه
وی در ۱ ژانویه ۱۹۴۰ در دیترویت به دنیا آمد 

## گزیده فیلمشناسی
از فیلم‌ها یا برنامه‌های تلویزیونی که وی در آن نقش داشته‌است می‌توان به تب شب یک شنبه، دختران بالاشهری، ایکوالایزر، آشپزخانه جهنم، تهاجم آمریکایی، قیمتی بالای یاقوت، در برابر جریان و کودکان اشاره کرد.